# 島田魁
島田 魁（しまだ かい、文政11年1月15日（1828年2月29日） - 明治33年（1900年）3月20日）は、新選組隊士（二番組伍長）、守衛新選組隊長。嶋田ともいう。後に名前の魁の読み方を訓読みの「さきがけ」と改めた。諱は義明。家紋は丸に三つ鱗。

## 生涯

### 新選組入隊以前
文政11年（1828年）、美濃国方県郡雄総村（現岐阜県岐阜市長良雄総）庄屋近藤伊右衛門の次男として生まれる。幼い頃、羽栗郡石田村（現岐阜県各務原市）永縄半左衛門の養子となり（養母となる半左衛門の妻と実母とは姉妹にあたる）、半左衛門死後は厚見郡日野村（現岐阜市日野）にいる母方の祖父・川島嘉右衛門に預けられる。その頃から剣術修行に目覚め、名古屋城内の御前試合で優勝し、大垣藩の嶋田才に見初められ養子となり嶋田家を継ぐ。江戸に出て心形刀流・坪内主馬道場で修行し、そこで師範代を勤めていた永倉新八と知り合い、親しくなる。

### 新選組
永倉と京都でいつ頃再会したのかは不明だが、既に浪士組に参加していた彼の後を追い、文久3年（1863年）5月頃に壬生浪士に入隊。間もなく改名した新選組で諸士調役兼監察の任に就く。又副長の土方歳三の徹底した隊規の取締りによる隊士の粛清等所謂、裏の土方の「汚れ役」も担っている。元治元年（1864年）6月には諸士調役兼監察の能力を存分に発揮し池田屋事件の発端となる古高俊太郎捕縛に貢献している。その後の組織再編で伍長も兼任する。
慶応3年（1867年）11月の油小路事件では、服部武雄と戦っている。同年12月18日、御陵衛士（高台寺党）残党による近藤勇襲撃では近藤の護衛として同行していた。馬上で狙撃された近藤の馬を走らせ命を救ったのは島田である。
慶応4年（1868年）1月3日鳥羽・伏見の戦いでは、永倉らと決死隊を組織し敵陣に斬り込んだが、敵の銃撃が激しく撤退。その際に、重装備の永倉が土塀を乗り越えられないのを見ると自分の持っていた銃を差し出し、「これを掴め」と指示して、持ち前の怪力で彼を土塀の上へ軽々と引き上げたという逸話がある。その後、箱館まで戊辰戦争を戦い抜いた。

### 明治以降

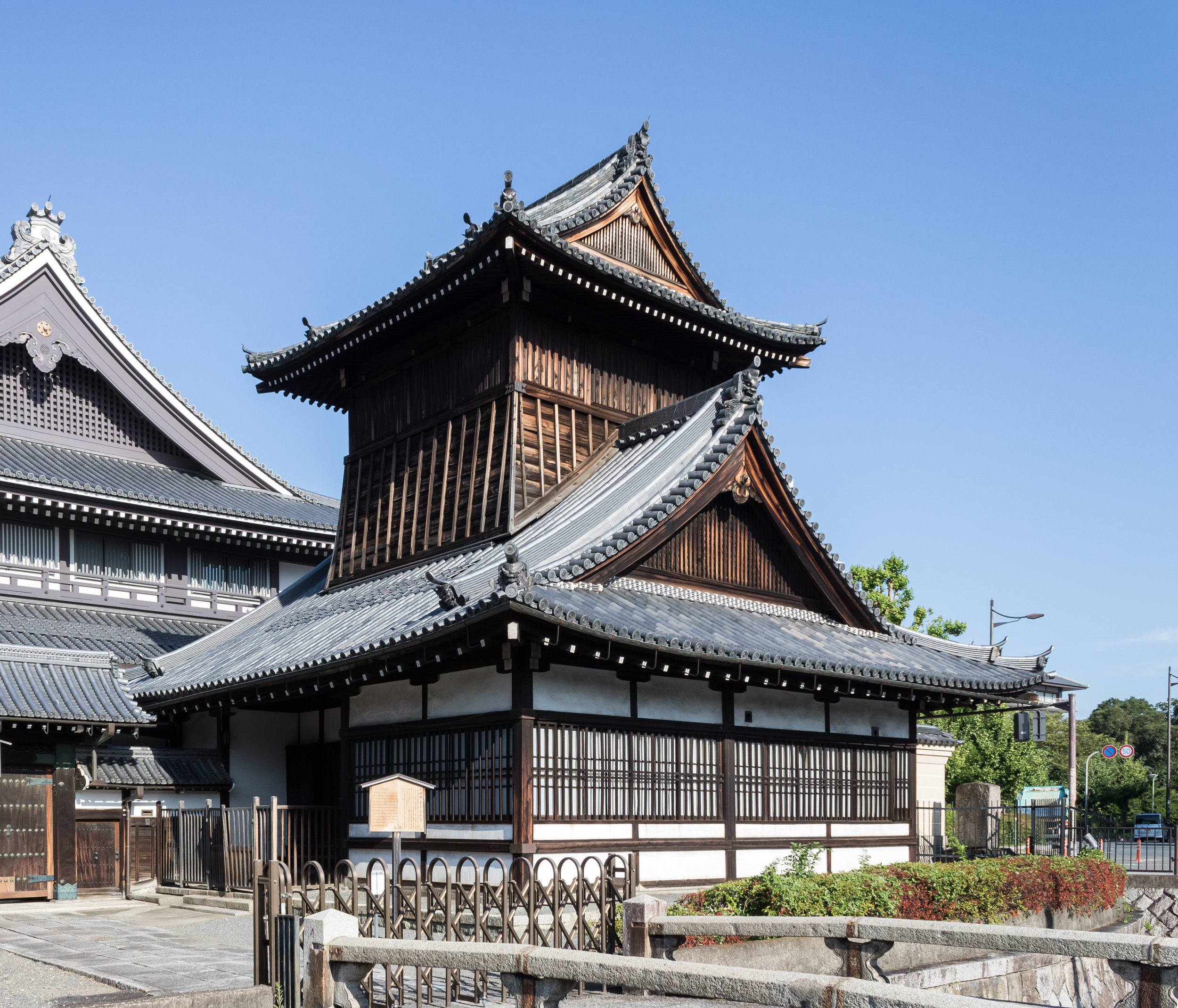
島田が勤めていた西本願寺太鼓楼

明治2年（1869年）5月に降伏。11月まで謹慎生活を送る。その後、名古屋藩に預けられ、謹慎が解かれると京都で剣術道場を開く。この間、新政府への出仕の話や榎本武揚が「旧交を温めたいので宿舎まで来て欲しい」と面会したいと伝えたのに対し、「会いたいという奴の方から出向くのが筋だろう」と断ったという。
明治19年（1886年）、西本願寺の夜間警備員となる。
明治33年（1900年）3月20日、勤務先の西本願寺で倒れ死去。享年73。葬儀には永倉も参列した。
墓は東大谷墓地にあったが現在は無くなり、遺骨は大谷祖廟（東大谷）に納骨してある。

## 人物
- 身長は約180cmと当時としてはかなりの巨漢で、怪力の持ち主であったという。その体格を活かし、新選組の主催した相撲興行でも活躍、「力さん」の異名をとった。
- その風貌に似合わず大の甘党で、自分で大鍋一杯の汁粉を作り、それを1人でぺろりと平らげたという。それも砂糖を大量に入れ糸を引くほどの甘さであった為、周りの隊士は誰もこの「島田汁粉」を食べられなかったという。新政府から放免された後は京都に戻り、剣術道場のほかレモネード屋や雑貨屋などを開いたが、あまり流行らず困窮したという。
- 島田は箱館戦争後、近藤をはじめ散っていった新選組隊士の菩提を弔うため念仏をかかさず、近藤勇と土方歳三の戒名を書いた布を常に懐に携えていたという。また、後世に自分達を伝える為『島田魁日記』を始め様々な記録や品々を保管している。それらが今日の新選組研究に多大な貢献をしている（現在霊山歴史館に収蔵されている）。
- 縁戚との交流も頻繁にあり、晩年の島田の写真は兄弟等と一緒に写ったものだった。その交流により、親戚の岸家や永縄家には遺品があるという。
- 島田は文芸も好んだと思われ、土方への追悼歌も残している。

## 関連作品
- 中村彰彦『いつの日か還る 新選組伍長島田魁伝』（2000年、文藝春秋 / 2003年、文春文庫）